# VAW-120
120ème Escadron de commandement et de contrôle aéroporté
Le Carrier Airborne Command and Control Squadron 120 (CARAEWRON ONE TWO ZEROou VAW-120), connu sous le nom de "Greyhawks", est une unité Fleet Replacement Squadron (FRS) de l'US Navy  basée à la Naval Air Station Norfolk en Virginie et chargé de la formation des équipages de E-2 Hawkeye et C-2 Greyhound.

## Historique

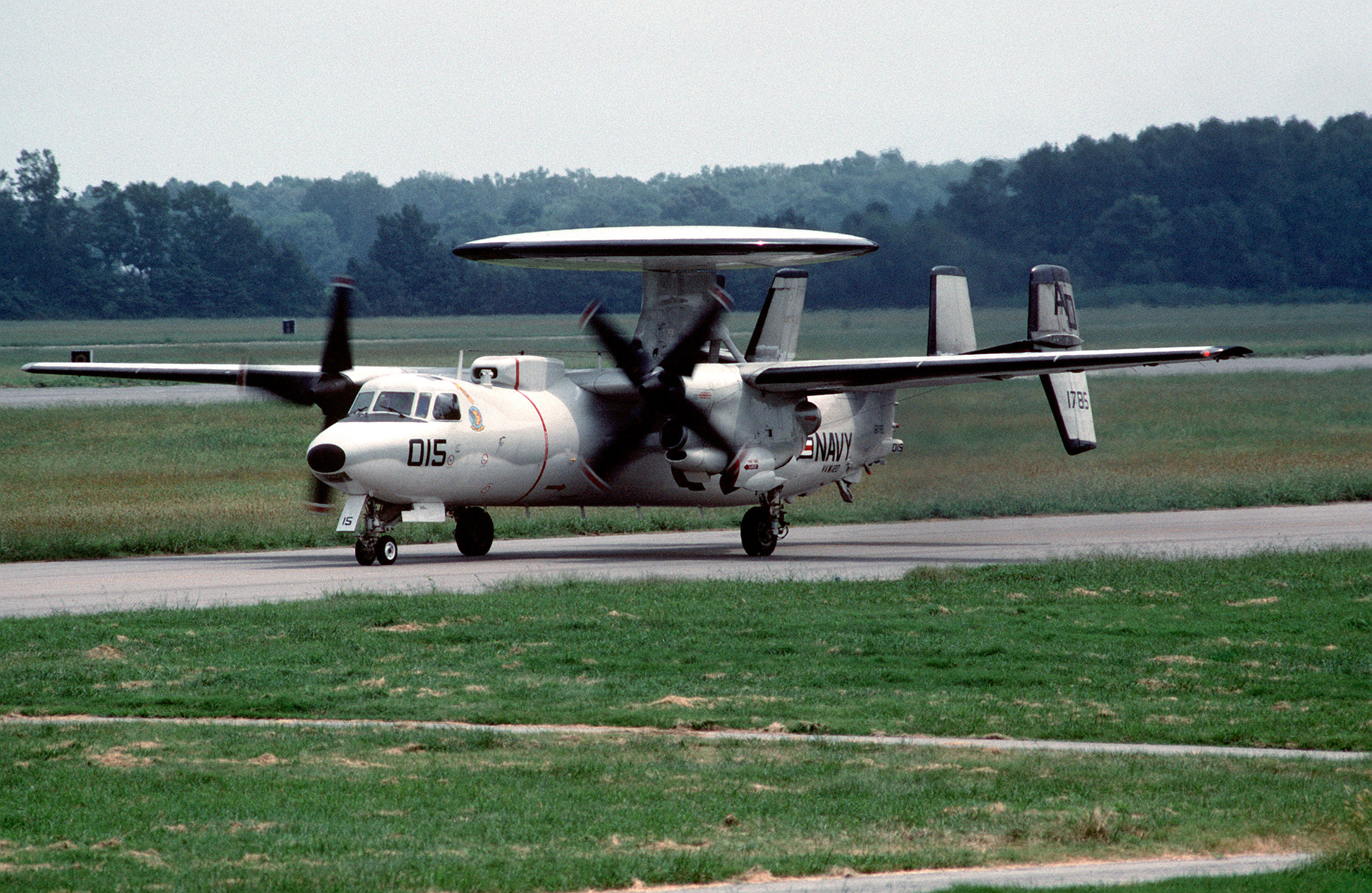
E-2C Hawkeye VAW-120

L'escadron a été initialement créé le 6 juillet 1948 sous le nom de Carrier Airborne Early Warning Squadron TWO (VAW-2) au Naval Air Station Oceana à Virginia Beach en Virginie. Il a ensuite déménagé au NAS Norfolk.
Le VAW-120 est devenu l'escadron de remplacement de la flotte (FRS) à site unique en 1994 lorsque le VAW-110, son homologue de la côte ouest, a été mis hors service le 30 septembre 1994. 
En conséquence, le VAW-120 est actuellement le seul site de formation pour tous les équipages E-2C / D et C-2A.

## Galerie
|                                 |
| C-2 Greyhound sur USS Kitty Wah |

|                                  |
| E-2C Hawkeye du VAW-120, en 2009 |